# Manuel d'Orléans
Manuel Luis de Orleans y de Watteville, comte de Charny, duc de Castellamare, né le 25 août 1677 à Bruxelles et mort le 14 mai 1740 à Naples, est un général français au service de l'Espagne.

## Biographie
Né le 13 janvier 1640, il est l'enfant naturel de Louis d'Orléans, comte de Charny, et d'Isabel de Watteville. 
En 1698, il entra dans l'Ordre de Santiago et en 1703, il est nommé instituteur de terrain de l'un des tiers élevés en Estrémadure ; en 1706, il est promu brigadier et participe à la bataille d'Almansa. En 1707, il est nommé quatrième noble, gouverneur de Denia et inspecteur de l'infanterie des royaumes de Valence, Murcie et Aragon. En 1711, il est promu maréchal et lieutenant général en 1719, en même temps qu'il est nommé gouverneur de Jaca.
De 1721 à 1722, il est capitaine général d'Aragon. En 1725, il est nommé gouverneur de Ceuta, une ville dans laquelle un bouclier héraldique est encore visible sur le mur ouest de la fortification appelée Contraguardia de San Francisco Javier. En 1731, il quitte Ceuta et se dirige vers l'Italie. Il commande un contingent de 6 000 soldats arrivé à Liorna le 26 octobre pour défendre les droits de l'infant d'Espagne Charles de Bourbon sur le Grand-duché de Toscane et le duché de Parme. Comme le prévoit l'article X du traité de Séville, pour permettre le débarquement à Florence et au nom des troupes espagnoles, il jure publiquement allégeance au grand-duc Jean-Gaston de Médicis et à son héritier l'infant Charles, qui débarquent le 27 décembre 1731.
En 1733, alors qu'éclate la guerre de Succession de Pologne qui va opposer l'Espagne à l'Autriche, il est nommé lieutenant général et prend le commandement de l'armée envoyée à la conquête des Deux-Siciles par Charles de Bourbon, sous les ordres du capitaine général José Carrillo de Albornoz y Montiel, duc de Montemar. Après l'entrée des Espagnols, il dirige le siège du château Sant'Elmo, qui se rend au bout de cinq jours, le 25 avril 1734. Après la reddition, avec un geste de courtoisie militaire inhabituel à cette époque, il invite le commandant autrichien vaincu, le comte de Lossada, pour dîner avec ses officiers. Il est nommé capitaine général des armées royales, en 1735 il est quelques mois vice-roi de Naples en l'absence de Charles de Bourbon et en 1736 il reçoit le titre napolitain de duc de Castellammare (Castellamare ?) et est nommé conseiller d'État. En 1737, il est nommé capitaine général des Deux-Siciles, poste qu'il occupe jusqu'à sa mort à Naples en mai 1740.
Au début, il est enterré dans la basilique San Paolo Maggiore. Plus tard, les restes sont transférés dans l'actuelle basilique Saint-Michel de Madrid. Ses restes sont dans une petite tombe dans une chapelle latérale. Dans la même chapelle se trouve un autre tombeau contenant les cendres de son père, qui fit construire la chapelle à ses frais : les cendres paternelles sont inhumées dans la basilique lors d'une cérémonie qui eut lieu le 13 juillet 1740. Plus tard celles de Manuel d'Orléans y sont déposées également.

## Distinctions
- Chevalier de l'ordre de Santiago (1698, royaume d'Espagne)
- Commandeur d'Almuradiel dans l'ordre de Calatrava (1728, Royaume d'Espagne)
- Chevalier de l'ordre de Saint-Janvier (6 juillet 1738, Royaume de Naples)

## Sources
- Ándujar Castillo, Francisco. «Manuel de Orleans». Diccionario biográfico español.